# Nicol Voronkov
Nicol Voronkov (in ebraico ניקול וורונקוב‎?; 23 gennaio 2001) è una ginnasta israeliana.

## Biografia

### Junior
Nel 2016 alla Alina Cup di Mosca arriva terza nella gara a squadre (con Nicol Zelikman, Yuliana Telegina e Yana Kramarenko).

### Senior
Nel 2017, al suo primo anno nella categoria senior, Voronkov partecipa alla World Challenge Cup di Kazan', in Russia, arrivando ventiduesima nell'all-around. In seguito all'infortunio di Nicol Zelikman e al ritiro di Victoria Veinberg-Filanovsky, partecipa ai Campionati mondiali di ginnastica ritmica 2017 di Pesaro, arrivando venticinquesima nella qualifica all-around.
Nel 2018 partecipa alla World Cup di Sofia, arrivando ottava nell'all-around e settima alle clavette. Alla World Challenge Cup di Portimão arriva quarta nell'all-around, al cerchio e alla palla e quinta alle clavette.
Nel 2019 partecipa alla World Challenge Cup di Portimão arriva diciassettesima nell'all-around e quinta al nastro. Ai Campionati mondiali di ginnastica ritmica 2019 di Baku arriva seconda nella gara a squadre (con Linoy Ashram, Nicol Zelikman e Yuliana Telegina).

## Palmarès

### Mondiali
| Anno | Città | Risultato | Specialità     |
| ---- | ----- | --------- | -------------- |
| 2019 | Baku  | Argento   | Gara a squadre |